# محوطه اوجاق آلتی
محوطه اوجاق آلتی مربوط به هزاره سوم و ۲ قبل از میلاد است و در شهرستان مراغه، بخش سراجو، دهستان سراجوی شرقی، ۱ کیلومتری روستای بیانلوجه واقع شده و این اثر در تاریخ ۱۸ اسفند ۱۳۸۷ با شمارهٔ ثبت ۲۵۲۲۱ به‌عنوان یکی از آثار ملی ایران به ثبت رسیده است.